# رافائيل فيزيف
رافائيل فيزييف (مواليد 5 مارس 1993) هو مُقاتل فنون قتالية مختلطة أذربيجاني محترف مختلط ومُقاتل موياي تاي، ويُنافس حاليًا في قسم الوزن الخفيف في يو إف سي. اعتبارًا من 19 نوفمبر 2024، احتل المركز 11 في تصنيفات يو إف سي للوزن الخفيف.

## نشأته
ولد فيزيف في كورداي، كازاخستان، لأب أذربيجاني وأم روسية. عندما كان طفلاً، انتقلت عائلة فيزيف إلى بيشكك، قرغيزستان.
عندما كان طفلاً، اشترى والد فيزيف له ولأبناء عمومته قفازات الملاكمة وقال لهم أن يتلاكموا. بعد تعرضه للضرب من قبل أبناء عمومته، لم يستمتع فيزيف بالقتال وسرعان ما تخلى عنه. لم يكن الأمر كذلك حتى قام بتغيير المدارس عندما كان مراهقًا، حيث تولى فيزيف لعبة موياي تاي في سن الحادية عشرة بسبب تعرضه للتنمر. بينما ركز على موياي تاي نشأ، مارس أيضًا العديد من الرياضات القتالية الأخرى بما في ذلك السامبو القتالي والملاكمة والجوجوتسو والمصارعة. عندما تحول من الملاكمة التايلاندية إلى فنون القتال المختلطة، قال إن تعلم المصارعة كان أصعب جزء، لكن تألقه ووقوفه تطلبان التعديل أيضًا.

## مسيرته في فنون القتال المختلطة

### مسيرته المبكرة
ظهر فيزيف لأول مرة في فنون القتال المختلطة الاحترافية في عام 2015. وقاتل في المنظمات الترويجية الإقليمية الآسيوية مثل رود والمنظمة الأمريكية تيتان قبل التوقيع مع يو إف سي.

### يو إف سي
في أول ظهور ترويجي له، واجه فيزييف ماغوميد مصطفييف في 20 أبريل 2019، في يو إف سي ليلة القتال 149. وخسر المعركة بالضربة الفنية القاضية الفنية في الجولة الأولى.
واجه فيزييف بعد ذلك أليكس وايت في 26 أكتوبر 2019، في يو إف سي على إي إس بي إن+ 20. وفاز بالقتال بقرار الحكام الجماعي.
واجه فيزييف مارك دياكيزي، ليحل محل ألان باتريك في 19 يوليو 2020، في يو إف سي ليلة القتال 172. فاز بالقتال بقرار الحكام الجماعي. أكسبه هذه القتال مكافأة قتال الليلة.
في 5 أغسطس 2020، أعلن فيزييف على وسائل التواصل الاجتماعي الخاصة به أنه وقع عقدًا جديدًا مكون من أربع قتالات مع يو إف سي.
كان من المقرر أن يواجه ريناتو مويكانو في 28 نوفمبر 2020، في حدث يو إف سي على إي إس بي إن: سميث ضد كلارك. ومع ذلك، انسحب مويكانو في 28 نوفمبر بعد أن ثبتت إصابته بكوفيد-19 وتمت إعادة جدولة النزال إلى يو إف سي 256. فاز فيزييف بالقتال عبر الضربة الفنية القاضية في الجولة الأولى. أكسبه هذا الفوز أول مكافأة لأداء الليلة له.
واجه فيزييف بوبي غرين في 7 أغسطس 2021 في يو إف سي 265. فاز بالقتال بقرار الحكام الجماعي. أكسبه هذه القتال مكافأة قتال الليلة.
واجه براد ريدل في يو إف سي على إي إس بي إن 31 في 4 ديسمبر 2021. فاز بالقتال عن طريق الضربة القاضية في الجولة الثالثة. أكسبه هذا الفوز مكافأة أداء الليلة.
كان من المقرر أن يواجه فيزييف رافاييل دوس أنجوس في 19 فبراير 2022، في يو إف سي ليلة القتال 201. ومع ذلك، تم تأجيل القتال إلى يو إف سي 272 بسبب مشاكل التأشيرة مع فيزييف. قبل أسبوع واحد من الحدث، أُجبر فيزييف مرة أخرى على الانسحاب بسبب ثبوت إصابته بكوفيد-19 وحل محله ريناتو مويكانو. تمت إعادة جدولة القتال للمرة الثالثة في حدث يو إف سي على إي إس بي إن 39 في 9 يوليو 2022. فاز فيزييف بالقتال عن طريق الضربة الفنية القاضية في الجولة الخامسة. أكسبه هذا الفوز مكافأة أداء الليلة.
واجه فيزييف بطل الوزن الخفيف المؤقت السابق في يو إف سي جاستن غيثي في 18 مارس 2023، في يو إف سي 286. خسر القتال بقرار الحكام بالأغلبية. أكسبه هذا القتال مكافأة قتال الليلة.
يواجه فيزييف ماتيوز غامروت في 23 سبتمبر 2023 في يو إف سي على إي إس بي إن 228. خسر القتال عن طريق الضربة الفنية القاضية بسبب إصابة في الركبة في الجولة الثانية.

## حياته الشخصية
خارج القتال، يتمتع فيزيف بالحدادة مع التركيز على الأسلحة الفولاذية الباردة. هو مسلم شيعي ورع.
في عام 2021، كشف فيزيف أنه لن يمثل بلده الأصلي قرغيزستان بعد الآن خلال مباريات يو إف سي بسبب التمييز الديني في البلاد ضد المسلمين الشيعة. ومنذ ذلك الحين، جعل فيزيف، محافظة بوكيت في تايلاند مقر إقامته الأساسي. يمثل فيزيف الآن مسقط رأس والده أذربيجان، وهو أيضًا أول مقاتل يمثل أذربيجان في تاريخ يو إف سي.

## البطولات والإنجازات

### فنون القتال المختلطة
- يو إف سي
  - قتال الليلة (ثلاث مرات) ضد مارك دياكيزي، وبوبي غرين، وجاستن غيثي[18][26][39]
  - أداء الليلة (ثلاث مرات) ضد ريناتو مويكانو، وبراد ريدل، ورافاييل دوس أنجوس[23][29][36]
- كومبات برس
  - أفضل مقاتل صاعد لعام 2021[44]
- إم إم إيه جونكي
  - أفضل قتال لشهر مارس 2023 ضد جاستن غيثي[45]

### موياي تاي
- اتحاد قرغيزستان للمواي تاي
  - بطل قرغيزستان للمواي تاي (2007، 2008، و2009)
- الاتحاد الدولي لجمعيات المواي تاي
  - بطولة العالم للاتحاد الدولي لجمعيات المواي تاي للناشئين 2009 
  - البطل الوطني لكازاخستان 2011
  - 2016 بطولة العالم لاتحاد الدولي لجمعيات المواي تاي (الفئة ب) -71 كغ [46]
- الاتحاد العالمي للمواي تاي
  - بطل دبليو إم إف إنتركونتيننتال 2010 -63.5 كغ[47]

## سجل فنون القتال المختلطة
| السجل المهني |        |         |
| 15 نزال      | 12 فوز | 3 خسارة |
| ضربة قاضية   | 8      | 2       |
| إخضاع        | 1      | 0       |
| قرار القضاة  | 3      | 1       |

| النتيجة | السجل | الخصم                   | الطريقة                                       | الحدث                                        | التاريخ        | الجولة | الوقت | المكان                              | الملاحظات                            |
| ------- | ----- | ----------------------- | --------------------------------------------- | -------------------------------------------- | -------------- | ------ | ----- | ----------------------------------- | ------------------------------------ |
| خسر     | 12–3  | ماتيوز غامروت           | ضربة فنية قاضية (إصابة في الركبة)             | يو إف سي ليلة القتال: فيزيف ضد غامروت        | 23 سبتمبر 2023 | 2      | 2:03  | لاس فيغاس، نيفادا، الولايات المتحدة |                                      |
| خسر     | 12–2  | جاستن غيثي              | قرار الحكام (بالأغلبيية)                      | يو إف سي 286                                 | 18 مارس 2023   | 3      | 5:00  | لندن، إنجلترا                       | قتال الليلة.                         |
| فاز     | 12–1  | رافاييل دوس أنجوس       | ضربة قاضية (باللكمات)                         | يو إف سي على إي إس بي إن: دوس أنجوس ضد فيزيف | 9 يوليو 2022   | 5      | 0:18  | لاس فيغاس، نيفادا، الولايات المتحدة | أداء الليلة.                         |
| فاز     | 11–1  | براد ريدل               | ضربة قاضية (ركلة عجلة الغزل)                  | يو إف سي على إي إس بي إن: فونت ضد ألدو       | 4 ديسمبر 2021  | 3      | 2:20  | لاس فيغاس، نيفادا، الولايات المتحدة | أداء الليلة.                         |
| فاز     | 10–1  | بوبي غرين               | قرار الحكام (بالإجماع)                        | يو إف سي 265                                 | 7 أغسطس 2021   | 3      | 5:00  | هيوستن، تكساس، الولايات المتحدة     | قتال الليلة.                         |
| فاز     | 9–1   | ريناتو مويكانو          | ضربة قاضية (باللكمات)                         | يو إف سي 256                                 | 12 ديسمبر 2020 | 1      | 4:05  | لاس فيغاس، نيفادا، الولايات المتحدة | أداء الليلة.                         |
| فاز     | 8–1   | مارك دياكيزي            | قرار الحكام (بالإجماع)                        | يو إف سي ليلة القتال: فيغيريدو ضد بينافيدز 2 | 18 يوليو 2020  | 3      | 5:00  | أبو ظبي، الإمارات العربية المتحدة   | قتال الليلة.                         |
| فاز     | 7–1   | أليكس وايت              | قرار الحكام (بالإجماع)                        | يو إف سي ليلة القتال: مايا ضد أسكرين         | 26 أكتوبر 2019 | 3      | 5:00  | كالانغ، سنغافورة                    |                                      |
| خسر     | 6–1   | ماغوميد مصطفييف         | ضربة فنية قاضية (ركلة مدّورة ولكمات إلى الخلف) | يو إف سي ليلة القتال: أوفريم ضد أولينيك      | 20 أبريل 2019  | 1      | 1:26  | سانت بطرسبرغ، روسيا                 |                                      |
| فاز     | 6–0   | نورجان توتايف           | ضربة قاضية (ركلة للجسم)                       | تيتان إف سي 51                               | 21 ديسمبر 2018 | 2      | 0:51  | ألماتي، قيرغيزستان                  |                                      |
| فاز     | 5–0   | ناندين إردين مونجونتسوج | ضربة قاضية (ركلة للرأس ولكمات)                | رود إف سي 45                                 | 23 ديسمبر 2017 | 1      | 0:58  | سول، كوريا الجنوبية                 | نزال في الوزن غير المحدد (158 رطلاً). |
| فاز     | 4–0   | كيم سيونج يون           | ضربة فنية قاضية (بالركبتين واللكمات)          | رود إف سي 39                                 | 10 يونيو 2017  | 1      | 4:23  | سول، كوريا الجنوبية                 |                                      |
| فاز     | 3–0   | سوراج بهادور            | ضربة فنية قاضية (باللكمات)                    | بريمال إف سي: دارك مون رايزينغ               | 24 مارس 2017   | 1      | 2:30  | بوكيت، تايلاند                      | نزال في الوزن غير المحدد (159 رطلاً). |
| فاز     | 2–0   | غوندوز نابييف           | إخضاع (خنق خلفي عاري)                         | بورودا إف سي                                 | 10 أكتوبر 2016 | 1      | 3:40  | بيشكك، قيرغيزستان                   |                                      |
| فاز     | 1–0   | سام باستين              | ضربة قاضية (ركبة طائرة)                       | دبليو.آي.إن إف سي                            | 18 يوليو 2015  | 1      | غ/م   | شنجن، الصين                         | أول ظهور في الوزن الخفيف.            |

## وصلات خارجية
- رافائيل فيزيف على موقع يو إف سي (الإنجليزية)
- رافائيل فيزيف على موقع شيردوغ (الإنجليزية)
- رافائيل فيزيف على موقع Tapology.com (الإنجليزية)
- رافائيل فيزيف على موقع فايت ماتريكس (الإنجليزية)